# Зеленчукская ГЭС-ГАЭС
Зеленчукская ГЭС—ГАЭС — гидроэнергетический объект, объединяющий в одном комплексе сооружений гидроэлектростанцию и гидроаккумулирующую электростанцию, использующий объединённый сток рек Большой Зеленчук, Маруха и Аксаут, перебрасываемых в реку Кубань. Расположена в Карачаево-Черкесии у п. Правокубанский Карачаевского района. Является крупнейшей электростанцией Карачаево-Черкесии и четвёртым по мощности объектом гидроэнергетики на Северном Кавказе, а также одной из трёх гидроаккумулирующих электростанций России. Обладает самой протяжённой (общей длиной 35,5 км) деривацией среди ГЭС России, а также, по состоянию на 2021 год — третьим по величине напором среди российских гидроэлектростанций (после Зарамагской ГЭС-1 и Гизельдонской ГЭС). Станция участвует в покрытии пиковой части нагрузки Объединённой энергосистемы Юга России, повышая надёжность работы энергосистемы и энергоснабжения потребителей и позволяя тепловым и атомным электростанциям функционировать в наиболее оптимальных режимах. Зеленчукская ГЭС-ГАЭС входит в состав Карачаево-Черкесского филиала ПАО «РусГидро».

## Конструкция станции
Зеленчукская ГЭС-ГАЭС представляет собой сложный гидроэнергетический комплекс, сочетающий в себе деривационную гидроэлектростанцию (ГЭС) с подводящей безнапорной деривацией и внутрибассейновой переброской стока, а также гидроаккумулирующую электростанцию (ГАЭС). Установленная мощность электростанции в турбинном режиме — 300 МВт, в насосном режиме — 156,18 МВт, проектная среднегодовая выработка электроэнергии — 577 млн кВт·ч, в том числе в части ГЭС — 415 млн кВт·ч, в части ГАЭС — 162 млн кВт·ч, проектное среднегодовое потребление электроэнергии на заряд ГАЭС — 181,4 млн кВт·ч.
Концепция ГЭС-ГАЭС подразумевает переброску в реку Кубань части стока рек Большой Зеленчук, Маруха и Аксаут с использованием перепада высот между этими реками и Кубанью. Далее переброшенные объёмы воды могут отбираться в Большой Ставропольский канал для целей орошения с попутным увеличением выработки (примерно на 240 млн кВт·ч) расположенных на канале гидроэлектростанций Кубанского каскада. Одновременно перепад высот между бассейном суточного регулирования и нижним бассейном (на правом берегу Кубани) используется для работы станции в режиме гидроаккумулирования. Конструктивно Зеленчукская ГЭС-ГАЭС разделяется на гидроузлы на реках Большой Зеленчук, Маруха и Аксаут, деривацию, напорно-станционный узел. Особенностью станции является рекордная для России протяжённость деривационного тракта — более 30 км, в том числе почти 10 км тоннелей.

### Гидроузел на реке Большой Зеленчук
Гидроузел на реке Большой Зеленчук расположен в 113,6 км от её устья43°47′56″ с. ш. 41°32′47″ в. д. и является головным сооружением станции, обеспечивая забор воды в деривацию в объёме 35 м³/с. Включает в себя следующие сооружения:
- земляная плотина длиной 670 м и максимальной высотой 12,4 м, отсыпана из гравийно-галечного грунта, имеет противофильтрационный экран из суглинка;
- водосброс, состоящий из входного оголовка и лотка с концевым консольным сбросом. Имеет два пролёта шириной по 10 м, перекрываемых сегментными затворами. Пропускная способность водосброса при НПУ — 456 м³/с;
- водозаборное сооружение пропускной способностью 35 м³/с, примыкает к водосбросу с правого берега, представляющее собой четырехпролётную бетонную конструкцию, оборудованную сороудерживающими решётками, с рыбозащитным устройством;
- рыбоход лестничного типа, представляющий собой железобетонный канал с перегородками, предназначенными для снижения скорости воды. Длина рыбохода 710 м, максимальный расход воды 7 м³/с;
- правобережная дамба обвалования длиной 150 м, отсыпана из суглинка;
- малую ГЭС «Большой Зеленчук» мощностью 1,26 МВт, включающую в себя водозаборное сооружение (расположенное на земляной плотине), два напорных водовода, здание ГЭС, отводящий канал.

Сооружения гидроузла образуют небольшое водохранилище. Площадь водохранилища при нормальном подпорном уровне 0,456 км², полная ёмкость составляет 1,36 млн м³, полезная ёмкость отсутствует. Отметка нормального подпорного уровня водохранилища составляет 1012 м над уровнем моря.

### Гидроузел на реке Маруха
Гидроузел на реке Маруха расположен в 15,2 км от её устья43°47′32″ с. ш. 41°39′38″ в. д. и обеспечивает забор воды в деривацию в объёме 15 м³/с. Включает в себя следующие сооружения:
- земляная плотина длиной 745 м и максимальной высотой 12,25 м, отсыпана из гравийно-галечного грунта, имеет противофильтрационный экран из суглинка;
- водопропускной лоток, расположенный в теле грунтовой плотины, по которому проходит вода, перебрасываемая по деривации с реки Большой Зеленчук. Представляет собой закрытую железобетонную трубу сечением 3,5×4,5 м, длиной 904 м. Соединена с водозабором, после которого меняет конструкцию (из одноочковой становится двухочковой) и пропускная способность возрастает с 45 м³/с до 60 м³/с;
- водосброс с шугосбросом, состоит из входного оголовка и лотка с концевым консольным сбросом. Имеет два пролёта шириной по 10 м, перекрываемых сегментными затворами, а также пролет шугосброса шириной 6 м, перекрываемый клапанным затвором. Суммарная пропускная способность водосброса и шугосброса при НПУ — 517,8 м³/с. Водопропускной лоток пересекает водосброс по акведуку;
- водозаборное сооружение пропускной способностью 15 м³/с, оборудованное промывными галереями пропускной способностью 46 м³/с, примыкает к водосбросу с правого берега, оборудовано рыбозащитным устройством.

Сооружения гидроузла образуют небольшое водохранилище. Площадь водохранилища при нормальном подпорном уровне 0,196 км², полная ёмкость составляет 0,58 млн м³, полезная ёмкость отсутствует. Отметка нормального подпорного уровня водохранилища составляет 1000,45 м над уровнем моря.

### Гидроузел на реке Аксаут
Гидроузел на реке Аксаут расположен в 14,6 км от устья реки Аксаут43°47′33″ с. ш. 41°41′27″ в. д. и обеспечивает забор воды в деривацию в объёме 20 м³/с. Включает в себя следующие сооружения:
- земляная плотина длиной 894 м и максимальной высотой 11,15 м, отсыпана из гравийно-галечного грунта, имеет противофильтрационный экран из суглинка;
- водопропускной лоток, расположенный в теле грунтовой плотины, по которому проходит вода, перебрасываемая по деривации с рек Большой Зеленчук и Маруха. Представляет собой закрытую двухочковую железобетонную трубу с сечением каждого отверстия 3,5×4,5 м, длиной 298 м. Соединена с водозабором, после которого её пропускная способность возрастает с 60 м³/с до 80 м³/с;
- водосброс с шугосбросом, состоит из входного оголовка и лотка с концевым консольным сбросом. Имеет два пролёта шириной по 10 м, перекрываемых сегментными затворами, а также пролет шугосброса шириной 6 м, перекрываемый клапанным затвором. Суммарная пропускная способность водосброса и шугосброса при НПУ — 517,8 м³/с. Водопропускной лоток пересекает водосброс по акведуку;
- водозаборное сооружение пропускной способностью 20 м³/с, оборудованное промывными галереями пропускной способностью 69 м³/с, примыкает к водосбросу с правого берега.

Сооружения гидроузла образуют небольшое водохранилище. Площадь водохранилища при нормальном подпорном уровне 0,46 км², полная ёмкость составляет 1,19 млн м³, полезная ёмкость отсутствует. Отметка нормального подпорного уровня водохранилища составляет 996,55 м над уровнем моря.

Гидроузел на реке Аксаут
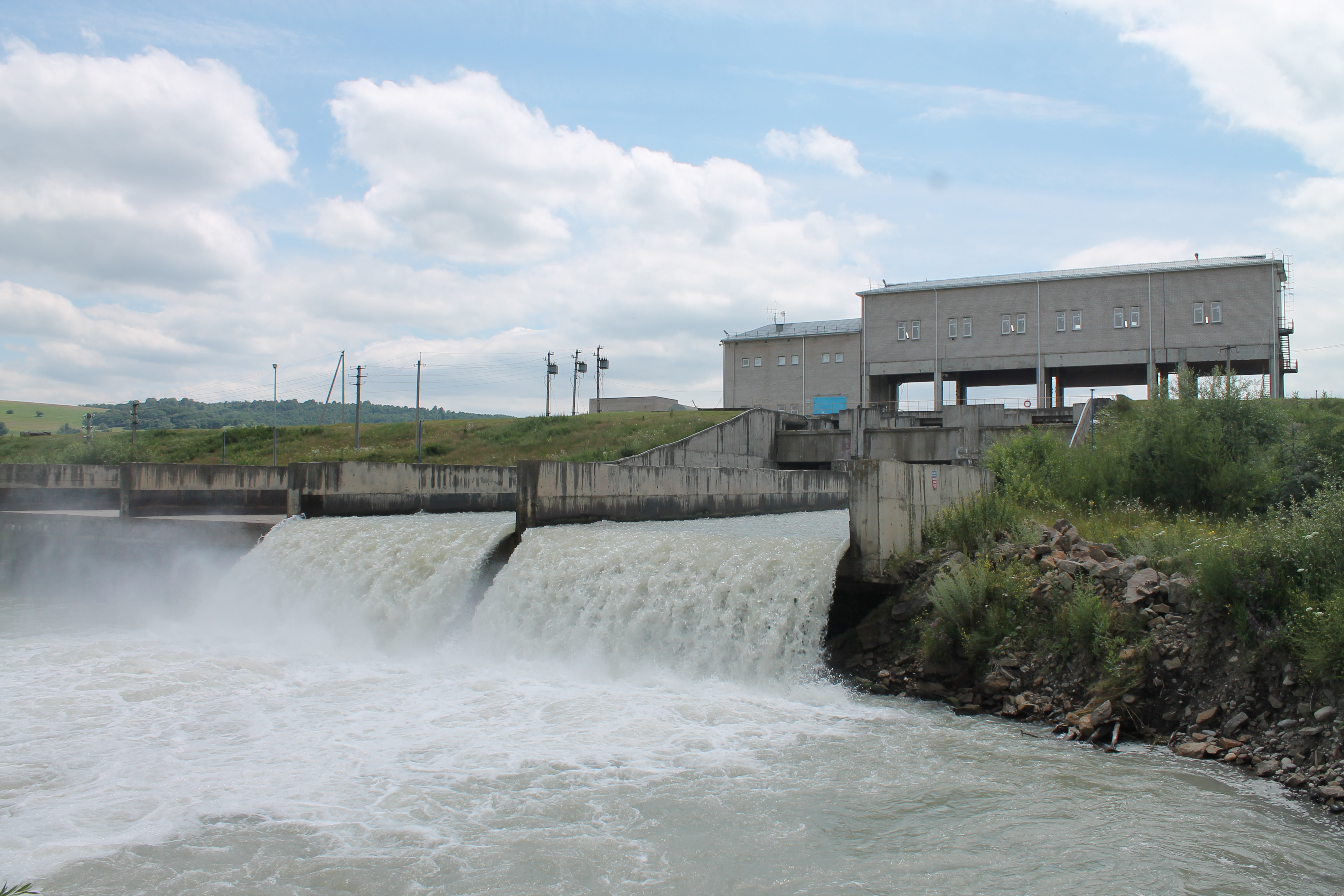
Общий вид
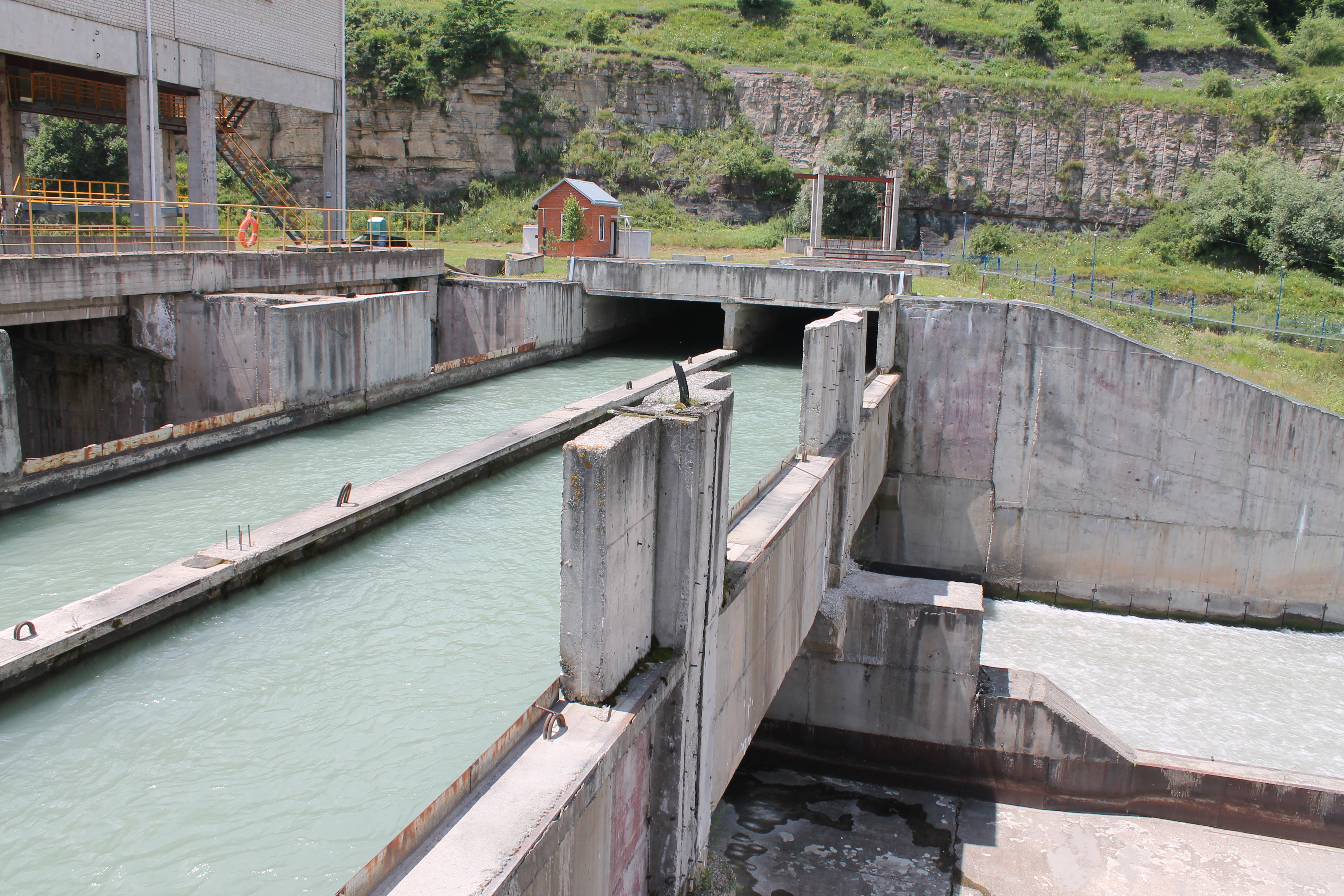
Акведук водопропускного лотка
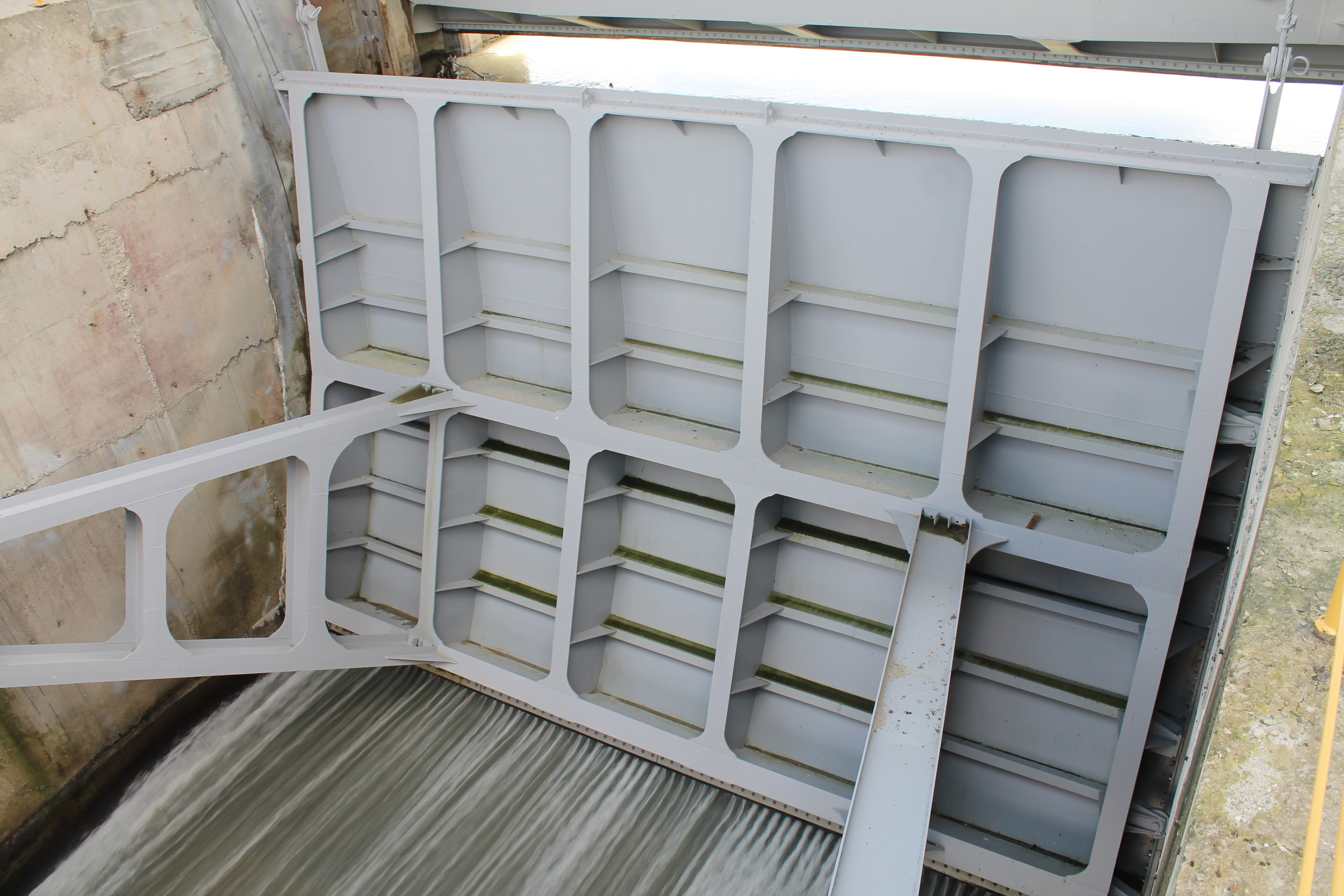
Сегментный затвор

### Деривация
В состав деривации Зеленчукской ГЭС-ГАЭС входит система каналов, тоннелей и дюкеров, по которым производится переброска части стока рек Большой Зеленчук, Маруха и Аксаут к напорно-станционному узлу. Состав сооружений деривации:
- канал Большой Зеленчук — Хуса-Кардоникская длиной 3,64 км с расчётным расходом воды 35 м³/с. В головной части на протяжении 1 км канал выполнен в виде закрытой железобетонной трубы размерами 3,8×3,5 м, далее открытого типа с креплением откосов гравийно-галечниковым грунтом. Реку Хуса-Кардоникская канал пересекает по насыпи, сток реки пропускается через водопропускную трубу;
- безнапорный туннель Хуса-Кардоникская — Маруха длиной 5,188 км, пропускной способностью 35 м³/с;
- безнапорный туннель Маруха — Аксаут длиной 1,755 км, диаметром 5,5 м, пропускной способностью 60 м³/с;
- отстойник длиной 900 м и шириной 40 м, расположен за гидроузлом Аксаут;
- двухпролётное аварийно-перегораживающее сооружение, расположенное за отстойником;
- рыбоход лестничного типа длиной 743 м, служащий для пропуска рыбы через сооружения гидроузла на реке Аксаут;
- канал Аксаут — Кардоник длиной 7 км, шириной по дну 16 м, полностью выполнен в открытой выемке, откосы закреплены щебнем и на некоторых участках железобетонными плитами;
- дюкер через реку Кардоник с входным и выходным оголовками, пропускной способностью 70 м³/с (40+30 м³/с). Состоит из двух ниток длиной по 3,729 км, диаметром 4 м (правая) и 3,24 м (левая). Правая нитка состоит из железобетонного и металлического участков, левая — полностью металлическая;
- канал Кардоник — Кубыш длиной 2,2896 км, с входным и выходным оголовками, проложен в открытой выемке;
- дюкер через реку Кубыш, пропускной способностью 70 м³/с (40+30 м³/с). Состоит из двух ниток длиной по 1,143 км, диаметром 4 м (правая) и 3,24 м (левая). Правая нитка состоит из железобетонного и металлического участков, левая — полностью металлическая;
- канал Кубыш — бассейн суточного регулирования, длиной 2,288 км, проложен в открытой выемке.

Деривация Зеленчукской ГЭС-ГАЭС
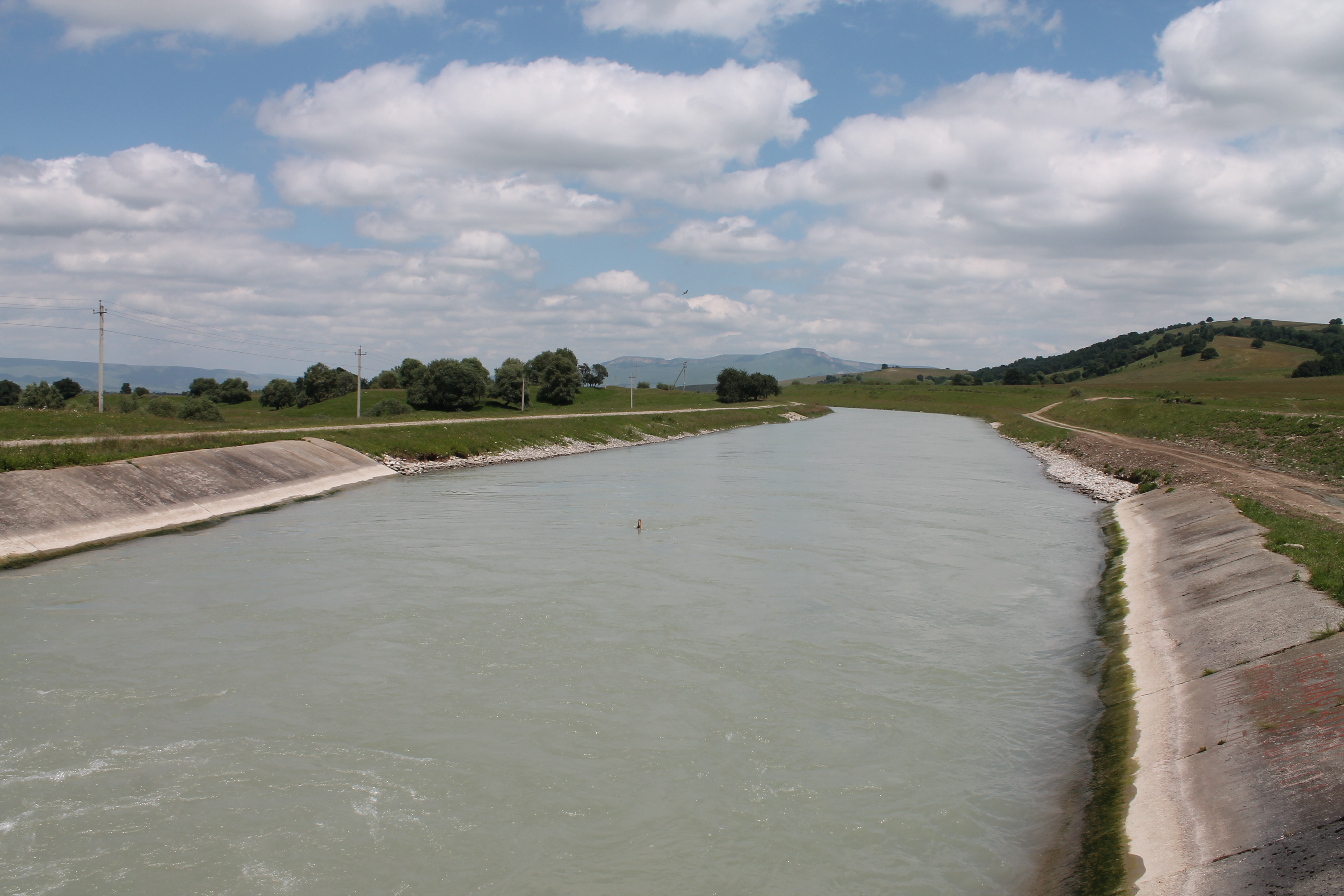
Деривационный канал
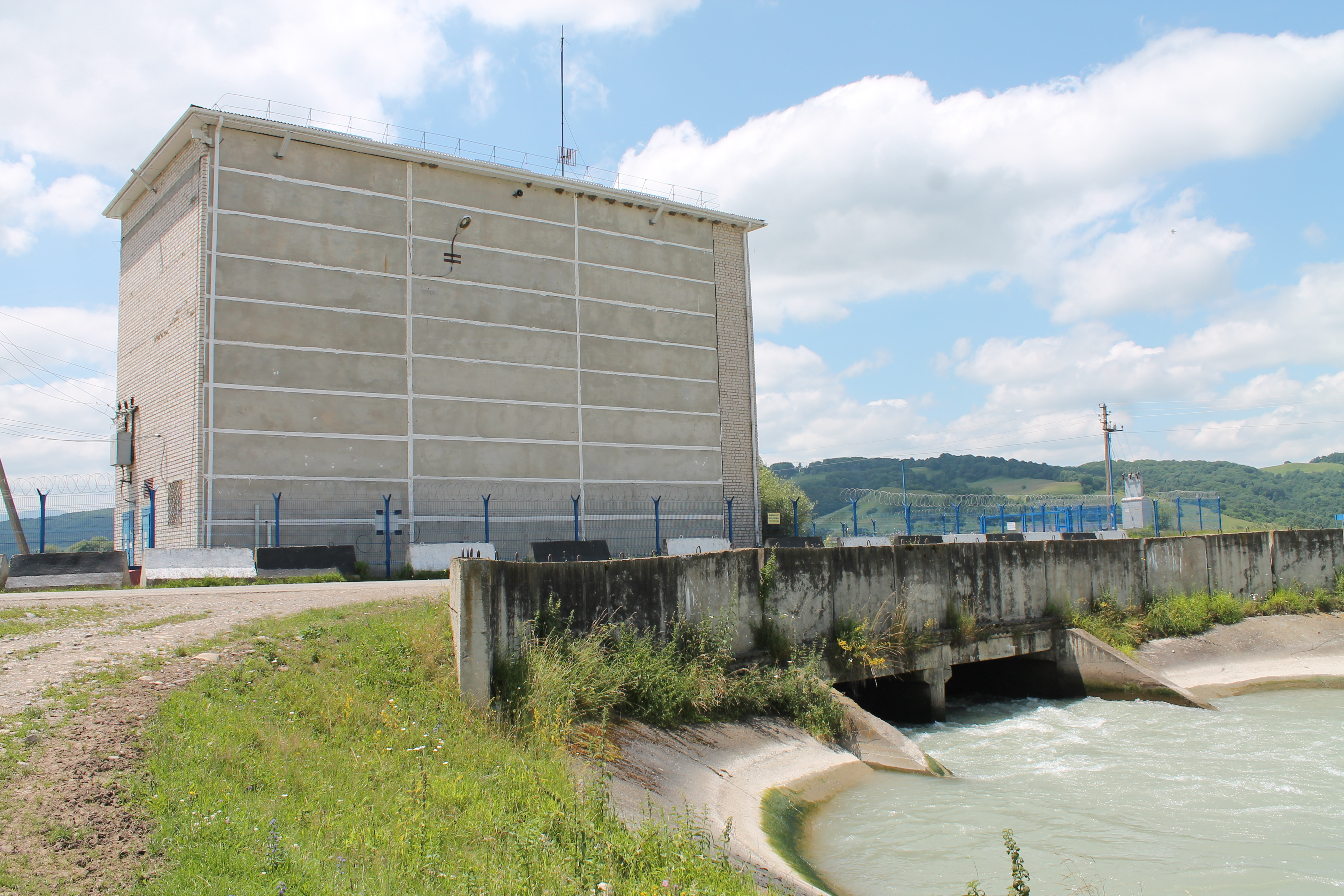
Аварийно-перегораживающее сооружение
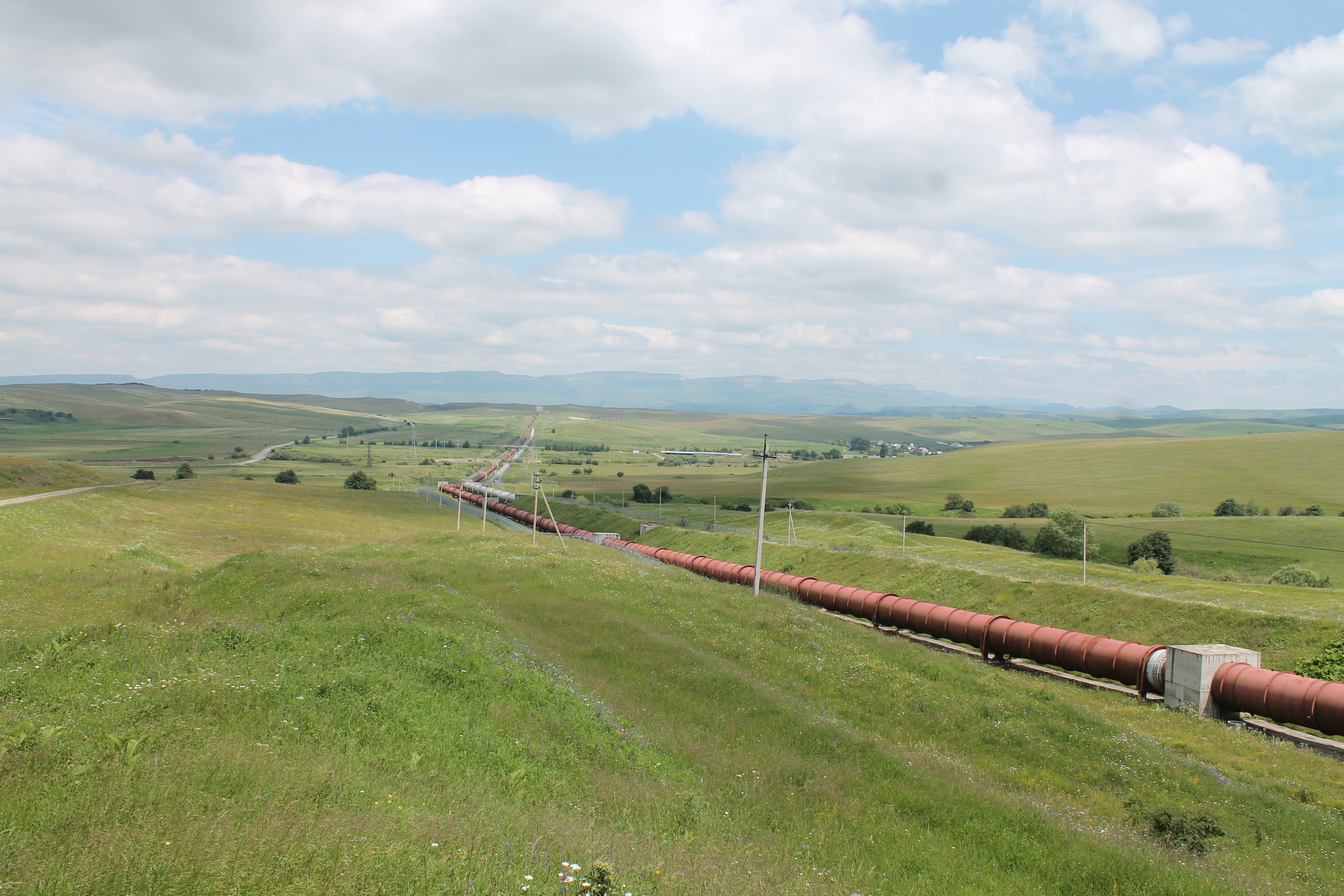
Дюкер

### Напорно-станционный узел
Деривация завершается напорно-станционным узлом, в состав которого входят сооружения, обеспечивающее как функционирование ГЭС (включая конечный участок деривации), так и весь комплекс сооружений в части ГАЭС. Его сооружения включают в себя:
- шлюз-регулятор на сопряжении деривационного канала и бассейна суточного регулирования;
- бассейн суточного регулирования (БСР), также выполняющий функцию верхнего бассейна ГАЭС, длиной 1250 м, шириной 400 м, площадью 350 тыс. м², полезной ёмкостью 1,85 млн м³, отметка НПУ 983 м, отметка УМО 977 м. Бассейн располагается в полувыемке-полунасыпи, дно закрыто суглинистым экраном и частично полиэтиленовой плёнкой; 43°51′56″ с. ш. 41°52′02″ в. д.HGЯO
- водоприёмник с двумя водопропускными отверстиями размером по 5×5 м, оборудованный сороудерживающими решётками и плоскими аварийно-ремонтными затворами;
- железобетонные напорные трубопроводы (2 нитки) диаметром по 5 м, длиной 423,5 м и 411,7 м;
- напорные деривационные тоннели (2 нитки) диаметром по 5 м и длиной по 2271,5 м;
- два уравнительных резервуара в виде металлических цилиндров диаметром 13,4 м и высотой 30,7 м с металлической трубой-стояком диаметром 5 м внутри, закрытых защитными ограждениями. Уравнительные резервуары соединены с деривационным тоннелем шахтами высотой 44 м;
- две вертикальные шахты высотой по 130,6 м и диаметром 4,5 м;
- два напорных тоннеля длиной по 542 м и диаметром 4,5 м, с развилками на гидроагрегаты;
- здание ГЭС-ГАЭС; 43°53′54″ с. ш. 41°52′57″ в. д.HGЯO
- два напорных водовода (дюкера) длиной по 230,4 м от здания ГЭС-ГАЭС к нижнему бассейну, проложенных по дну реки Кубань, с камерой аварийно-ремонтных затворов. Сечение водоводов на разных участках прямоугольное 4×4 м или круглое диаметром 5 м;
- двухпролётный водоприёмник нижнего бассейна с регулируемым водоспуском в русло Кубани, служащим для опорожнения нижнего бассейна;
- нижний бассейн площадью 143,4 тыс. м² и полезным объёмом 0,86 млн м³, расположенный на правой террасе реки Кубань. Отметка НПУ нижнего бассейна составляет 762 м, отметка УМО — 756 м. Бассейн образован выемкой грунта и железобетонными подпорными ограждающими стенами, дно бассейна забетонировано. Имеется автоматический аварийный водосброс, представляющий собой понижение подпорных стенок и лоток в русло Кубани, закреплённое железобетонными плитами.

В здании ГЭС-ГАЭС установлено 4 вертикальных гидроагрегата. Два из них (гидроагрегаты ГЭС) имеют мощность по 80 МВт, они оборудованы радиально-осевыми турбинами РО 230-В-224, работающими на расчётном напоре 234 м, и генераторами СВ-475/210-14УХЛ1. Ещё два (гидроагрегаты ГАЭС) имеют мощность по 70 МВт (в турбинном режиме) и 78,09 МВт (в насосном режиме), они оборудованы радиально-осевыми насос-турбинами ОРО 230-В-221, работающими на расчётном напоре 210 м, и двигателями-генераторами СВО 407/215-10УХ4. Перед турбинами смонтированы шаровые затворы. Гидротурбины и шаровые затворы изготовлены предприятием «Турбоатом», генераторы и двигатели-генераторы — предприятием «Электротяжмаш» (г. Харьков). Электроэнергия с генераторов ГЭС и ГАЭС на напряжении 13,8 кВ подаётся на трёхфазные силовые трансформаторы ТДЦ-125 000/110/13,8 (2 шт.), ТДЦ-2000000/330/13,8-У1 (1 шт.) и автотрансформатор АТДЦТН-200000/330/110/13,8-У1 (1 шт.), а через них через комплектное распределительное устройство (КРУЭ) 110 кВ и 330 кВ — в энергосистему по следующим линиям электропередачи:
- ВЛ 330 кВ Зеленчукская ГАЭС — ПС Черкесск;
- ВЛ 110 кВ Зеленчукская ГАЭС — ПС Карачаевск (Л-31);
- ВЛ 110 кВ Зеленчукская ГАЭС — ПС Южная (Л-42);
- ВЛ 110 кВ Зеленчукская ГАЭС — ПС Ток Москвы (Л-143);
- ВЛ 110 кВ Зеленчукская ГАЭС — ПС Зеленчук (Л-144).

Напорно-станционный узел Зеленчукской ГЭС-ГАЭС
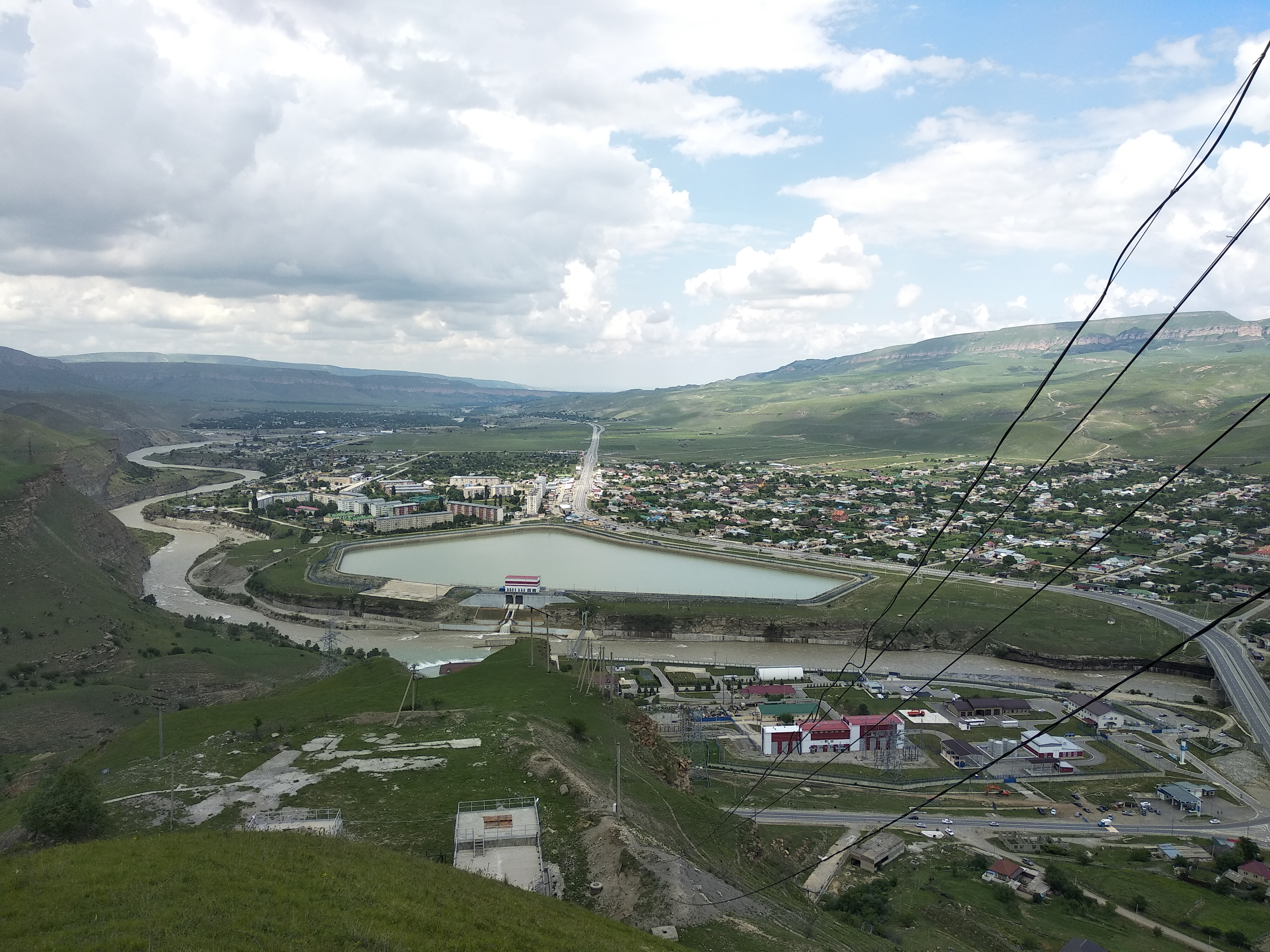
Панорама станционного узла
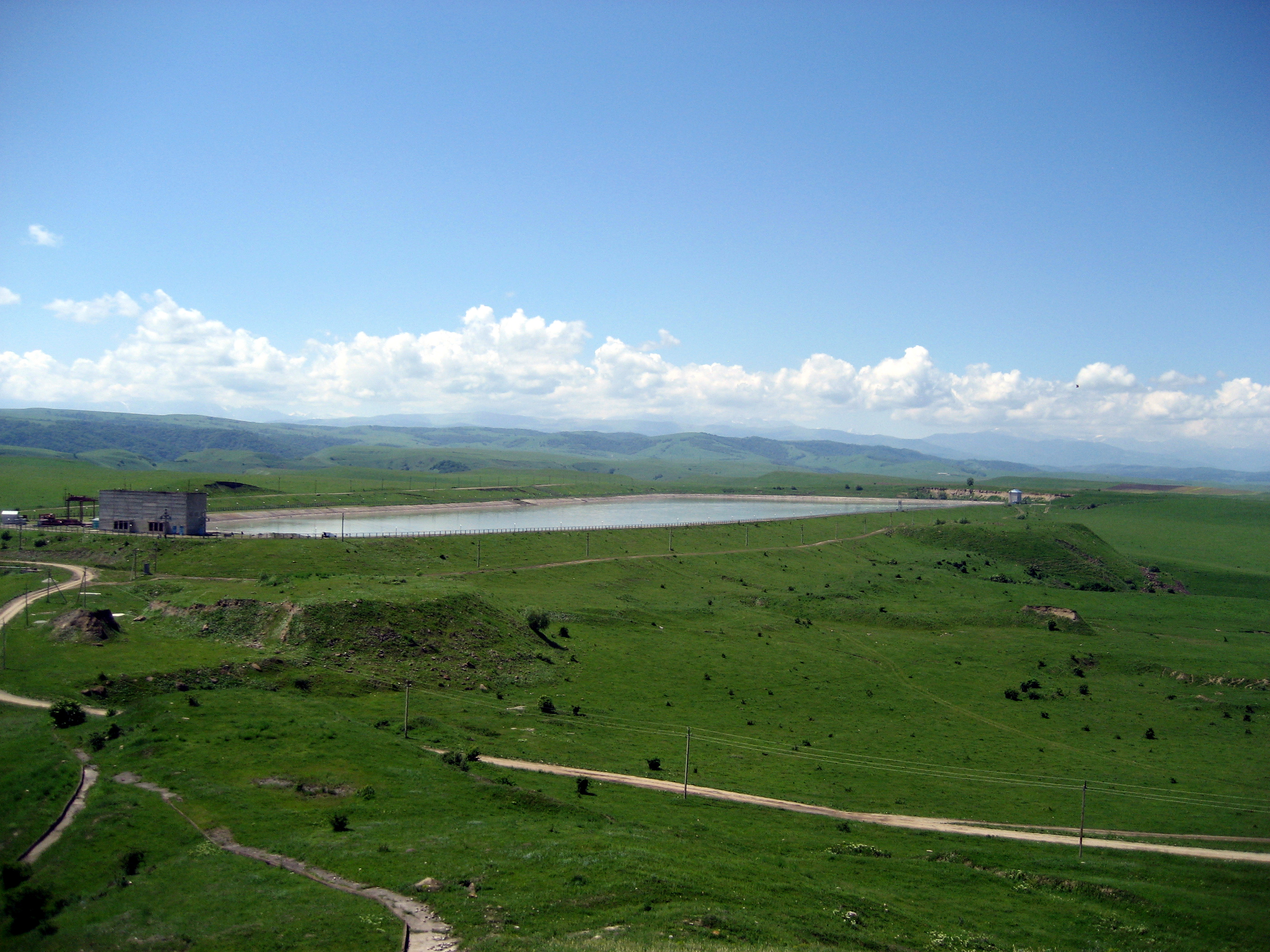
Бассейн суточного регулирования
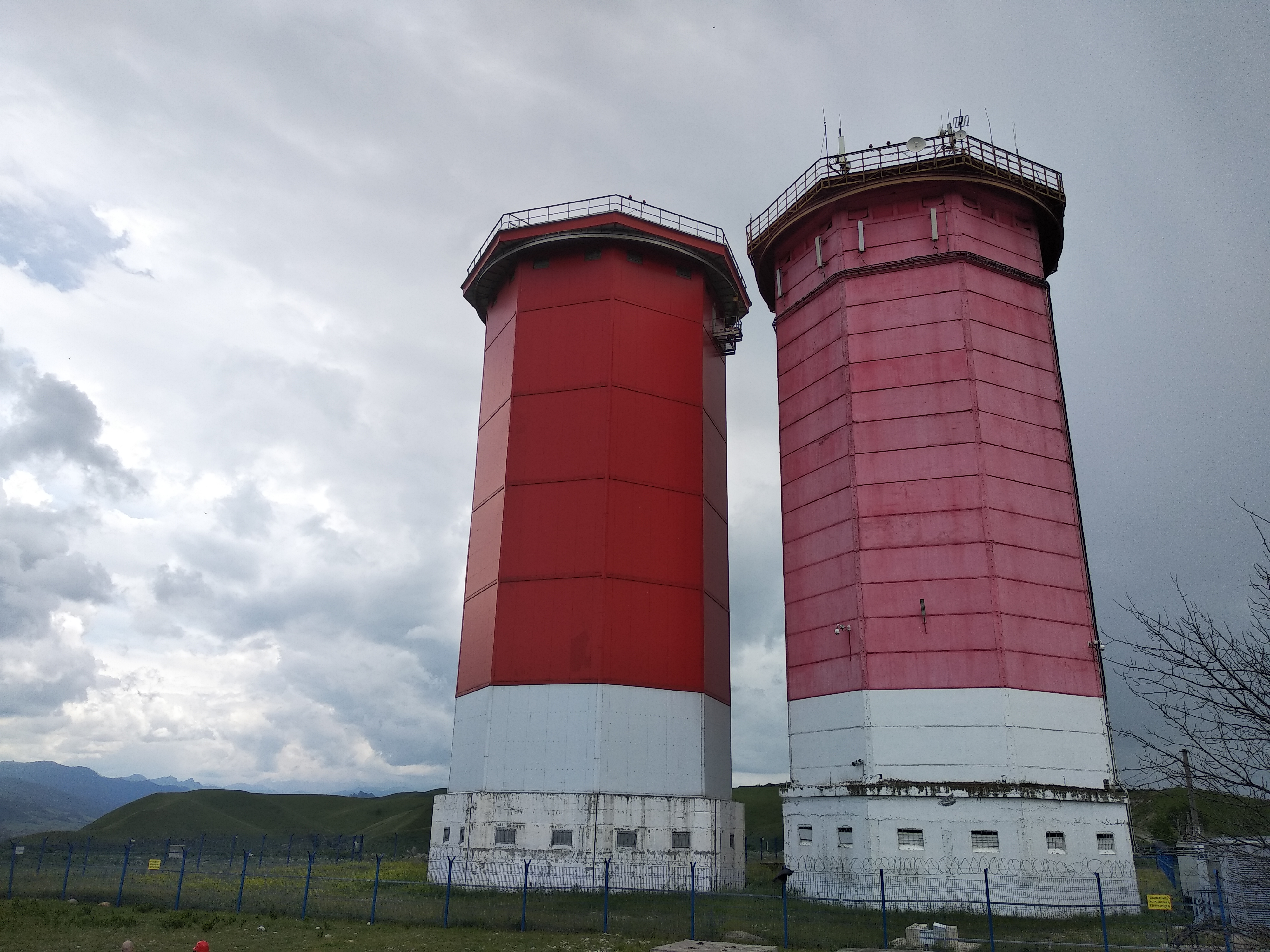
Уравнительные резервуары
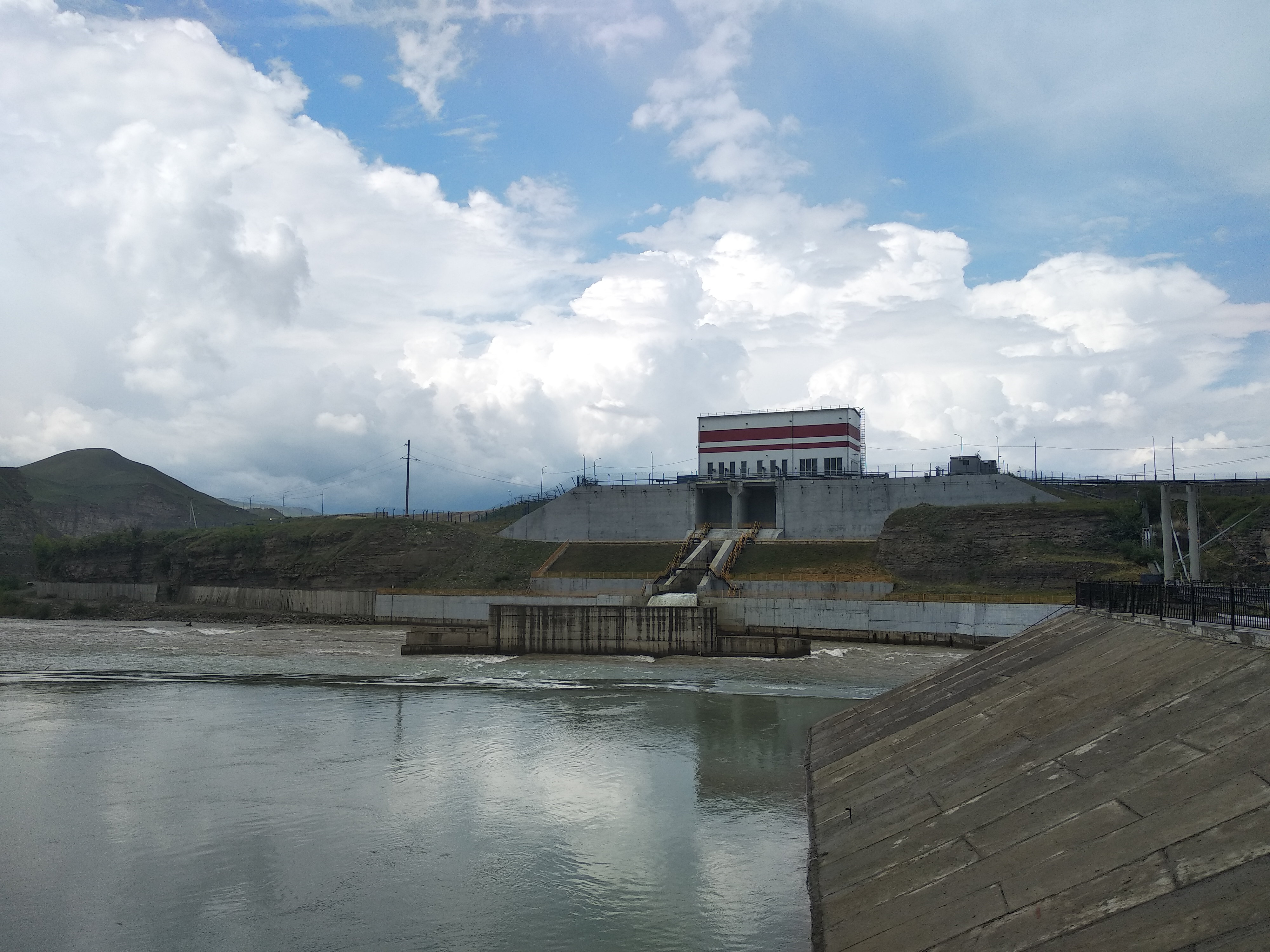
Водоприёмник нижнего бассейна
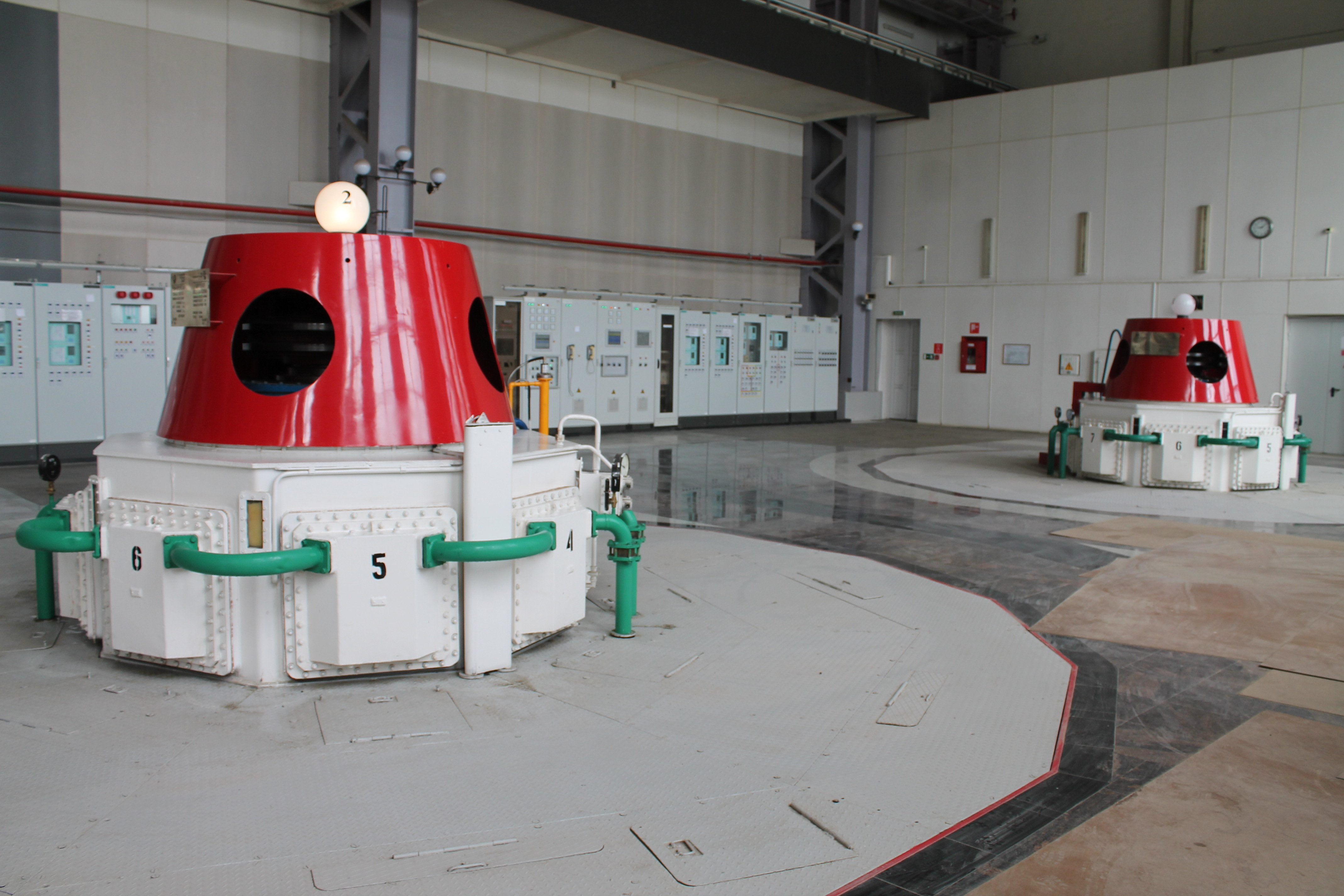
Гидроагрегаты ГЭС
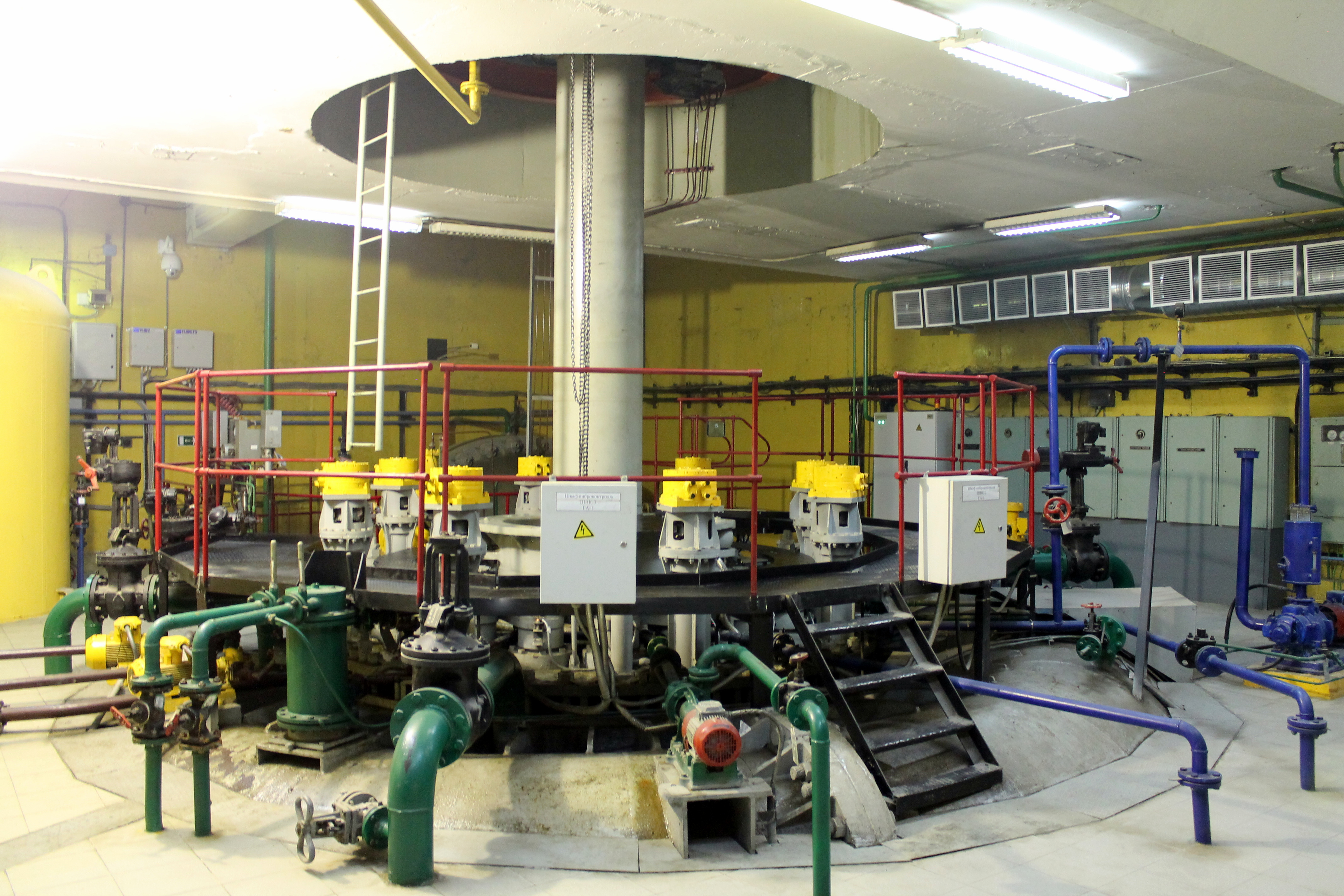
Шахта турбины
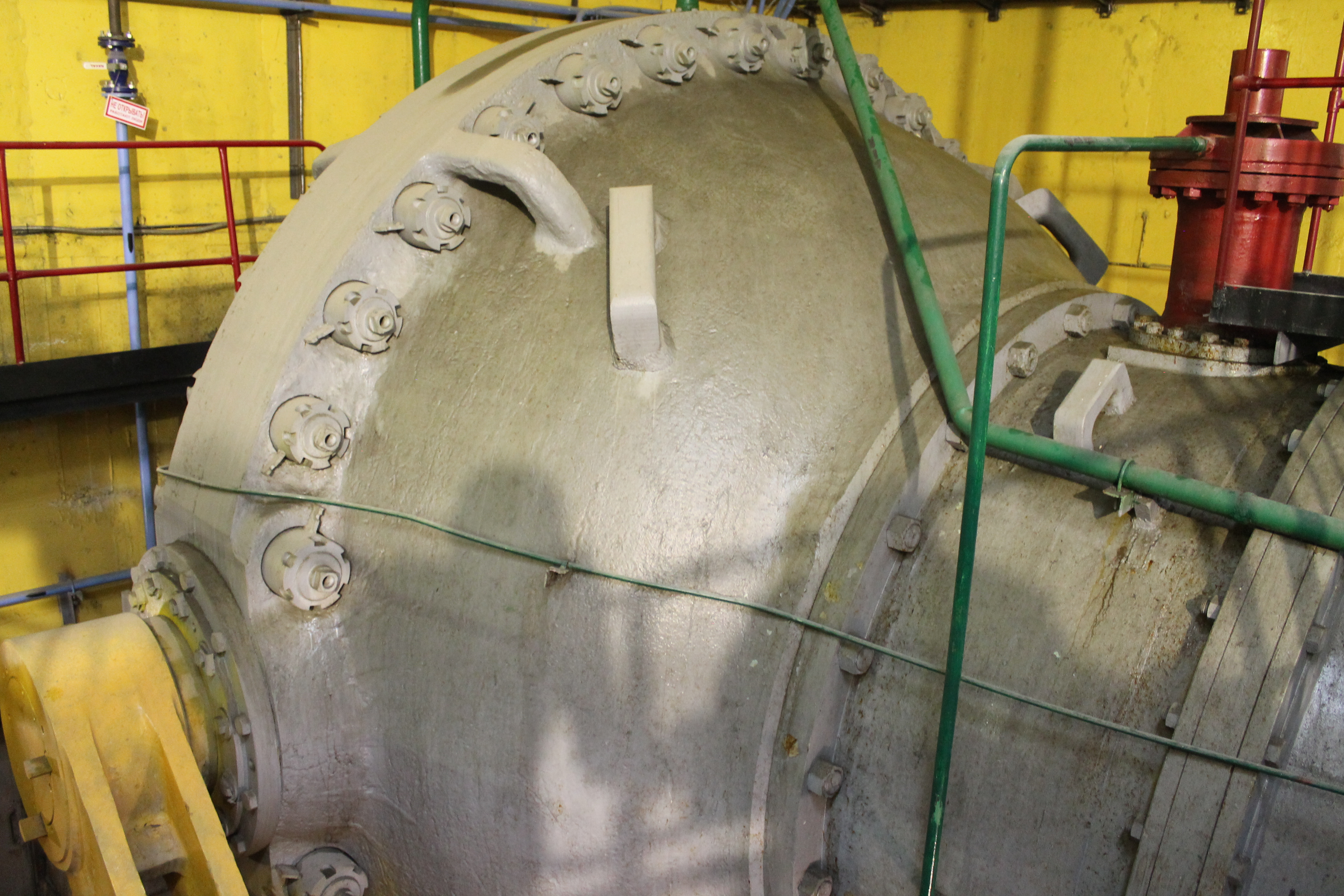
Шаровой затвор
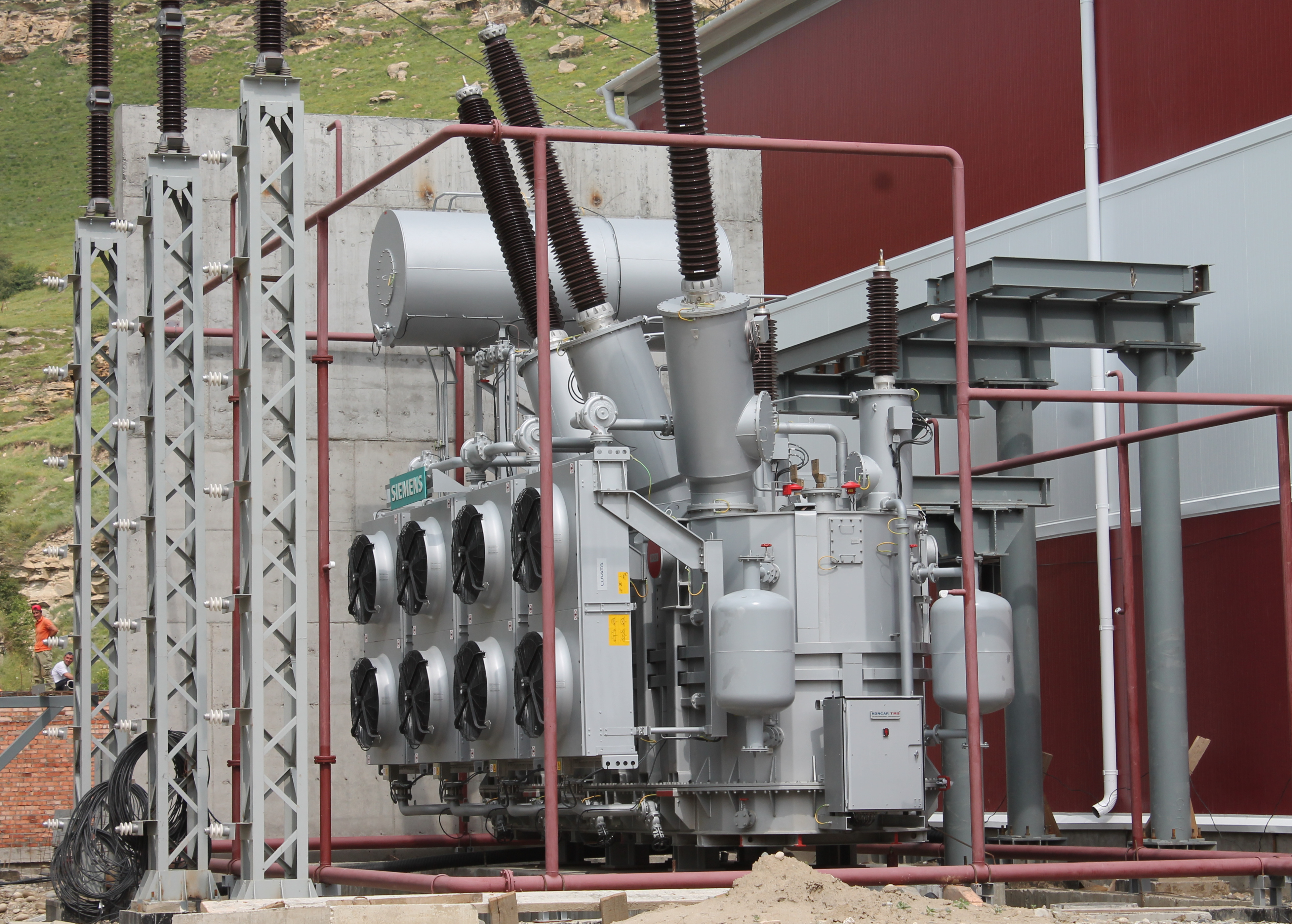
Силовой трансформатор
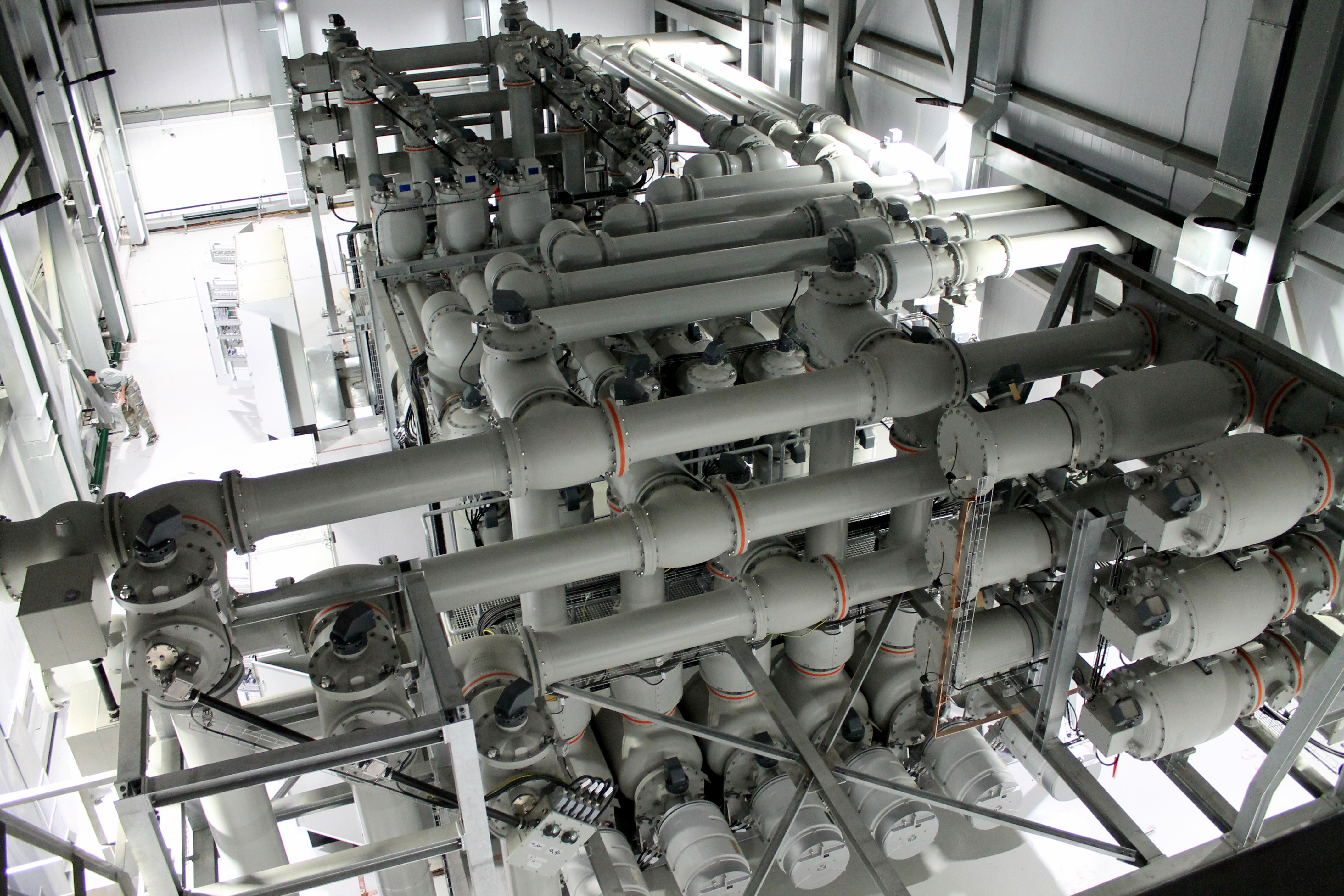
КРУЭ

## Экономическое значение
Зеленчукская ГЭС-ГАЭС является крупнейшей электростанцией в Карачаево-Черкесии и одной из крупнейших ГЭС на Северном Кавказе (уступая по мощности лишь Чиркейской ГЭС, Ирганайской ГЭС и Зарамагской ГЭС-1). Она обеспечивает около трети потребления электроэнергии в Карачаево-Черкесии, всего за время эксплуатации Зеленчукская ГЭС-ГАЭС выработала более 6 млрд кВт⋅ч возобновляемой электроэнергии. Также это одна из трёх существующих в России гидроаккумулирующих электростанций (помимо Загорской ГАЭС и небольшой Кубанской ГАЭС сезонного регулирования). Станция участвует в покрытии пиковой части нагрузки Объединённой энергосистемы Юга России, повышая надёжность работы энергосистемы и энергоснабжения потребителей и позволяя тепловым и атомным электростанциям функционировать в наиболее оптимальных режимах. Внутрибассейновая переброска стока воды из Большого Зеленчука, Марухи и Аксаута в Кубань позволяет повысить подачу воды в Большой Ставропольский канал как с целью дальнейшего развития орошаемого земледелия на засушливых землях Калмыкии, Ставропольского края и Ростовской области, так и для увеличения выработки каскада Кубанских ГЭС, а также перспективных Красногорских ГЭС на Кубани.

## История строительства
История строительства Зеленчукской ГЭС-ГАЭС разделяется на два крупных периода: строительство Зеленчукской ГЭС (1976—2006) и строительство Зеленчукской ГАЭС (2010—2016).

### Проектирование и строительство Зеленчукской ГЭС
В конце 1950-х — начале 1960-х годов институтом «Гидропроект» была разработана «Схема энергетического использования Верхней Кубани», которая была одобрена экспертной комиссией Госплана СССР 21 сентября 1963 года. В ходе разработки схемы была установлена возможность создания деривационной электростанции (в схеме она именовалась как «ГЭС № 1») на переброске стока из бассейна Большого и Малого Зеленчуков в Кубань. Согласно схеме, гидроэлектростанция должна была иметь следующие параметры: мощность 300 МВт, среднегодовая выработка 793 млн кВт.ч, напор 248 м.
В 1967 году было разработано проектное задание «Зеленчукские гидроэлектростанции и вторая очередь Куршавских ГЭС». Строительство Зеленчукской ГЭС согласно этому документу являлось составной частью общего водохозяйственного комплекса Верхней Кубани. Помимо собственно выработки электроэнергии на Зеленчукской ГЭС, переброска стока Зеленчуков в Кубань должна была обеспечить повышение объёма воды, забираемой в Большой Ставропольский канал, с увеличением выработки электроэнергии на ГЭС Кубанского каскада и расширением орошаемого земледелия. В проектном задании обосновывалось строительство целого ряда объектов, которые планировалось возвести в две очереди. К первой очереди были отнесены Зеленчукская ГЭС с перебросным трактом Зеленчуки—Кубань, Архызское регулирующее водохранилище с ГЭС на р. Большой Зеленчук, 2 очередь Куршавских ГЭС с увеличением пропускной способности головного участка Большого ставропольского канала. Во вторую очередь планировалось построить Аксаутское регулирующее водохранилище с ГЭС на р. Аксаут, Красногорские ГЭС на Кубани и тоннель по переброске стока из р. Кяфар в р. Большой Зеленчук. Реализация мероприятий первой очереди позволяла произвести переброску 1,24 км³ стока в год, с выработкой около 700 млн кВт·ч электроэнергии на Зеленчукской ГЭС и около 600 млн кВт·ч дополнительной выработки на станциях каскада Кубанских ГЭС.
Проектное задание было утверждено Минэнерго СССР 7 июня 1968 года и стало основой для разработки технического проекта, который был разработан Особым Конструкторским Бюро института «Гидропроект» (в настоящее время — институт «Мособлгидропроект») и утверждён 28 мая 1971 года. В техническом проекте не предусматривалось строительства Архызского и Аксаутского водохранилищ, объём переброски стока был снижен до 1,112 км³. Мощность Зеленчукской ГЭС устанавливалась равной 320 МВт, среднегодовая выработка электроэнергии — 651 млн кВт·ч.
Титул строительства Зеленчукской ГЭС был открыт Постановлением Совета Министров СССР от 17 ноября 1975 года. Строительные работы были начаты организацией «Севкавгидроэнергострой» в сентябре 1976 года и по ряду причин существенно затянулись. В 1989 году строительство станции было фактически приостановлено в связи с критикой проекта экологическими организациями и общим ухудшением экологической ситуации в стране. К этому времени была возведена большая часть сооружений напорно-станционного комплекса (в частности, завершена проходка тоннелей и строительство массива здания ГЭС из расчёта на установку четырёх гидроагрегатов) и перебросного тракта из Аксаута и Марухи. В 1990 году по экологическим соображениям технический проект был пересмотрен в сторону снижения объёма перебрасываемого стока до 0,96 км³ в год, что повлекло за собой снижение мощности ГЭС до 160 МВт и выработки до 516 млн кВт·ч. В дальнейшем, объём отбираемого стока был снижен до 0,7 км³. По первоначальному проекту, планировался отбор 77 % стока рек Большой Зеленчук, Маруха и Аксаут, по скорректированному проекту — 50 % половодно-паводкового стока (Большой Зеленчук — отбор до 35 м³/сек, Маруха — до 15 м³/сек, Аксаут — до 20 м³/сек).
Строительные работы были активизированы в 1994 году, 10 марта 1998 года было создано ОАО «Зеленчукские ГЭС» (дочернее общество «РАО ЕЭС России»), основной задачей которого являлось завершение строительства Зеленчукской ГЭС. Первый гидроагрегат Зеленчукской ГЭС с водозабором на р. Аксаут введён в промышленную эксплуатацию 9 августа 1999 года. 20 апреля 2002 года состоялось перекрытие реки Марухи, 2 октября 2002 года введён в эксплуатацию второй гидроагрегат Зеленчукской ГЭС с водозабором на р. Маруха и перебросным трактом Маруха-Аксаут. Мощность ГЭС при этом достигла 160 МВт, среднегодовая выработка 187,5 млн кВт·ч. В апреле 2005 года началось строительство третьего пускового комплекса — гидроузла на р. Большой Зеленчук с трактом переброски Большой Зеленчук — Аксаут, которое велось организацией «Буреягэсстрой». Большой Зеленчук был перекрыт 20 апреля 2005 года, а 16 декабря 2006 года третий пусковой комплекс был введён в эксплуатацию, что означало завершение строительства Зеленчукской ГЭС и выход её на проектные параметры выработки электроэнергии.

### Строительство Зеленчукской ГАЭС
После ввода двух агрегатов Зеленчукской ГЭС остался неиспользованный строительный задел, созданный по первоначальному проекту станции — часть ёмкости БСР, часть водоприёмника БСР на гидроагрегаты № 3 и 4, второй деривационный тоннель и вертикальная шахта, кратеры на два гидроагрегата в здании ГЭС (со спиральными камерами и шаровыми затворами). Наличие этого задела давало возможность создания на базе Зеленчукской ГЭС гидроаккумулирующей электростанции. В 2007 году институтом «Мособлгидропроект» было разработано технико-экономическое обоснование строительства Зеленчукской ГАЭС, получившее положительное заключение экспертизы 8 февраля 2008 года. Изначально при проектировании в качестве нижнего бассейна ГАЭС рассматривалось водохранилище перспективной Верхне-Красногорской ГЭС на реке Кубань, но в итоге по ряду причин (в частности, из-за опасений быстрого заиливания водохранилища) было принято решение о строительстве искусственного нижнего бассейна на правом берегу Кубани. При этом возникла задача создания перехода водоводов через Кубань; изначальное проектное решение в виде мостового перехода уже в процессе строительства было изменено на подрусловой переход, как лучше соответствующий гидравлическим условиям напорного тракта ГАЭС и более удобный в эксплуатации. Для трансформации гидроэлектростанции в ГЭС-ГАЭС предстояло завершить строительство и отделку деривационного, напорного тоннелей и вертикальной шахты, смонтировать два обратимых гидроагрегата, два силовых трансформатора, КРУЭ-330 кВ, построить напорный трубопровод, уравнительный резервуар, переход водоводов через Кубань и нижний бассейн.
Проект Зеленчукской ГЭС-ГАЭС был утверждён приказом РусГидро в сентябре 2010 года, в октябре того же года был выпущен приказ о развороте строительства станции и были начаты первоочередные строительные работы, порученные ОАО «Карачаево-Черкесская гидрогенерирующая компания» (дочернему обществу РусГидро). Окупаемость проекта обеспечивалась в рамках заключённого договора о предоставлении мощности (ДПМ). В 2011 году был осуществлён разворот строительства в полном объёме, заключены договоры о поставке основного оборудования (насос-турбины, двигатели-генераторы, силовые трансформаторы). В 2012 году было принято решение об изменении конструкции водоводов через Кубань на подрусловые, велось бетонирование подпорной стенки нижнего бассейна и разработка грунта в чаше бассейна, монтаж металлоконструкций на уравнительном резервуаре. Функции заказчика-застройщика Зеленчукской ГАЭС были переданы Карачаево-Черкесскому филиалу РусГидро. В 2013 году выполнен значительный объём работ по монтажу напорного водовода и уравнительного резервуара, началось бетонирование днища и разработка котлована водоприёмника нижнего бассейна, на площадку строительства доставлены насос-турбины и двигатели-генераторы. В 2014 году был развёрнут монтаж гидросилового оборудования, развёрнуто строительство подрусловых водоводов, для чего произведено переключение расходов Кубани в новое русло. В 2015 году было в целом завершено строительство нижнего бассейна, уравнительного резервуара, напорного и подрусловых водоводов. Гидроагрегаты Зеленчукской ГАЭС были введены в эксплуатацию 23 декабря 2016 года.

Этапы строительства Зеленчукской ГЭС-ГАЭС
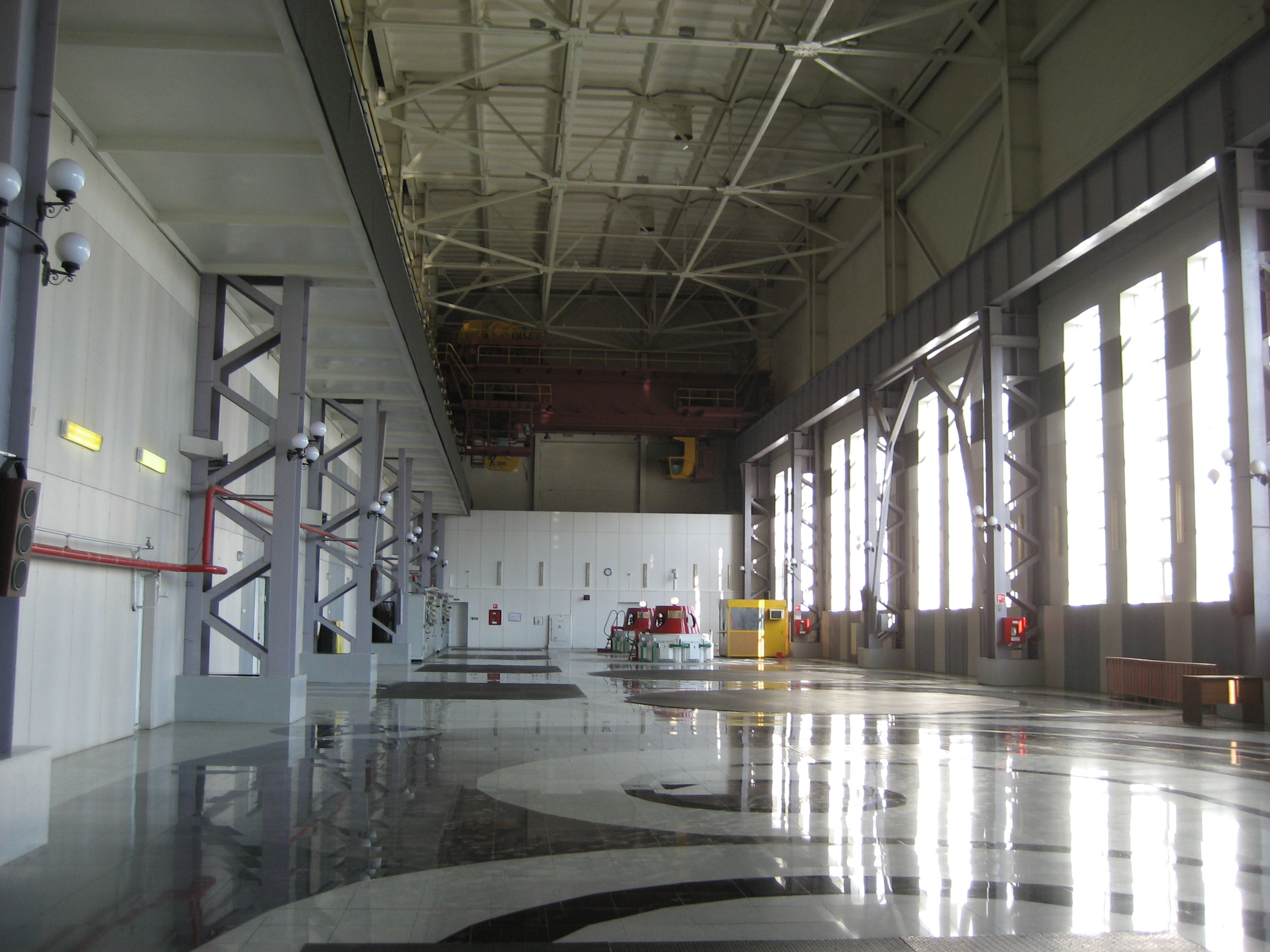
Машинный зал Зеленчукской ГЭС в 2011 году. Монтаж гидроагрегатов ГАЭС ещё не начат
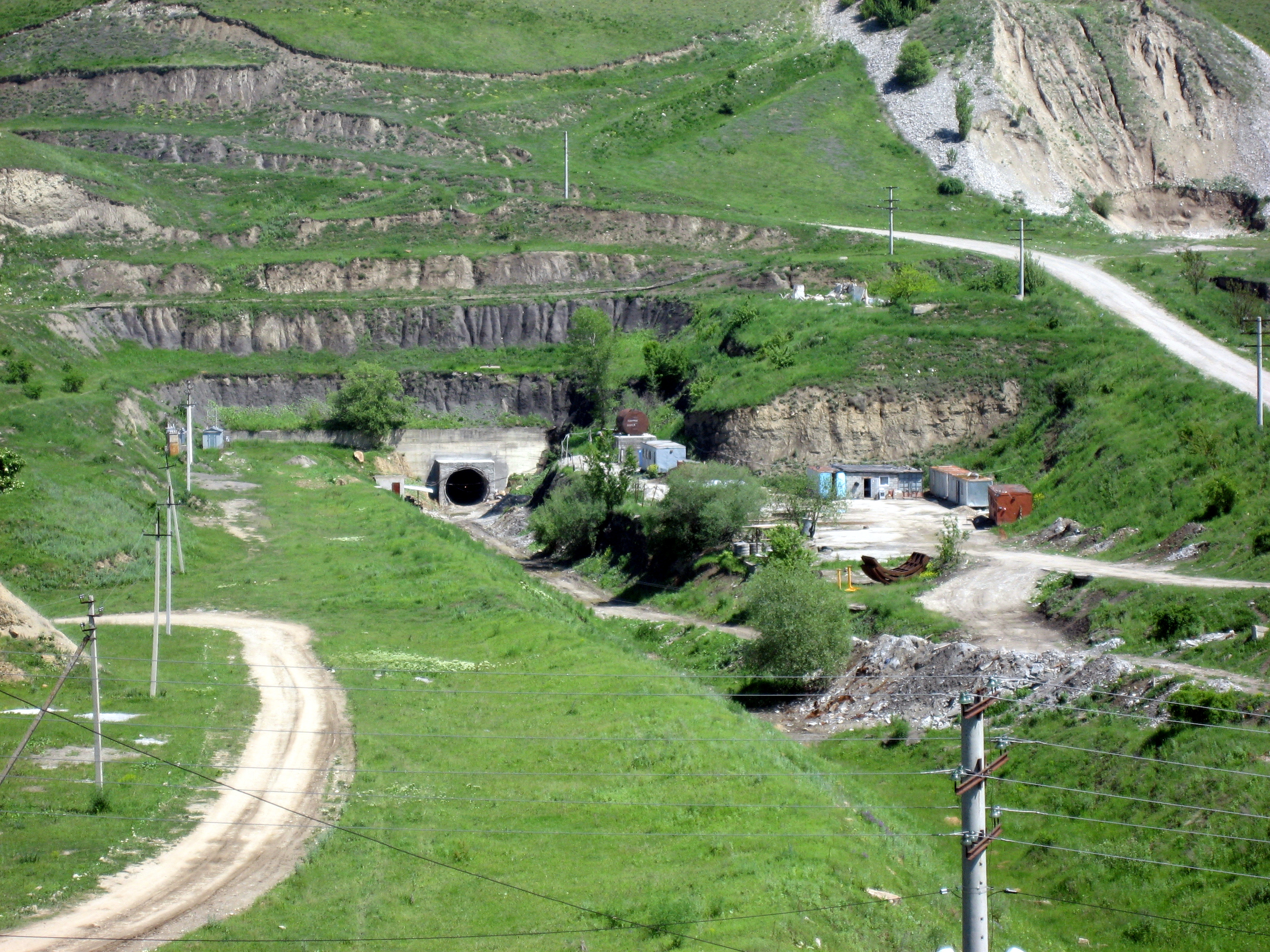
Входной портал деривационного тоннеля, монтаж напорного трубопровода ещё не начат. Июнь 2011 года
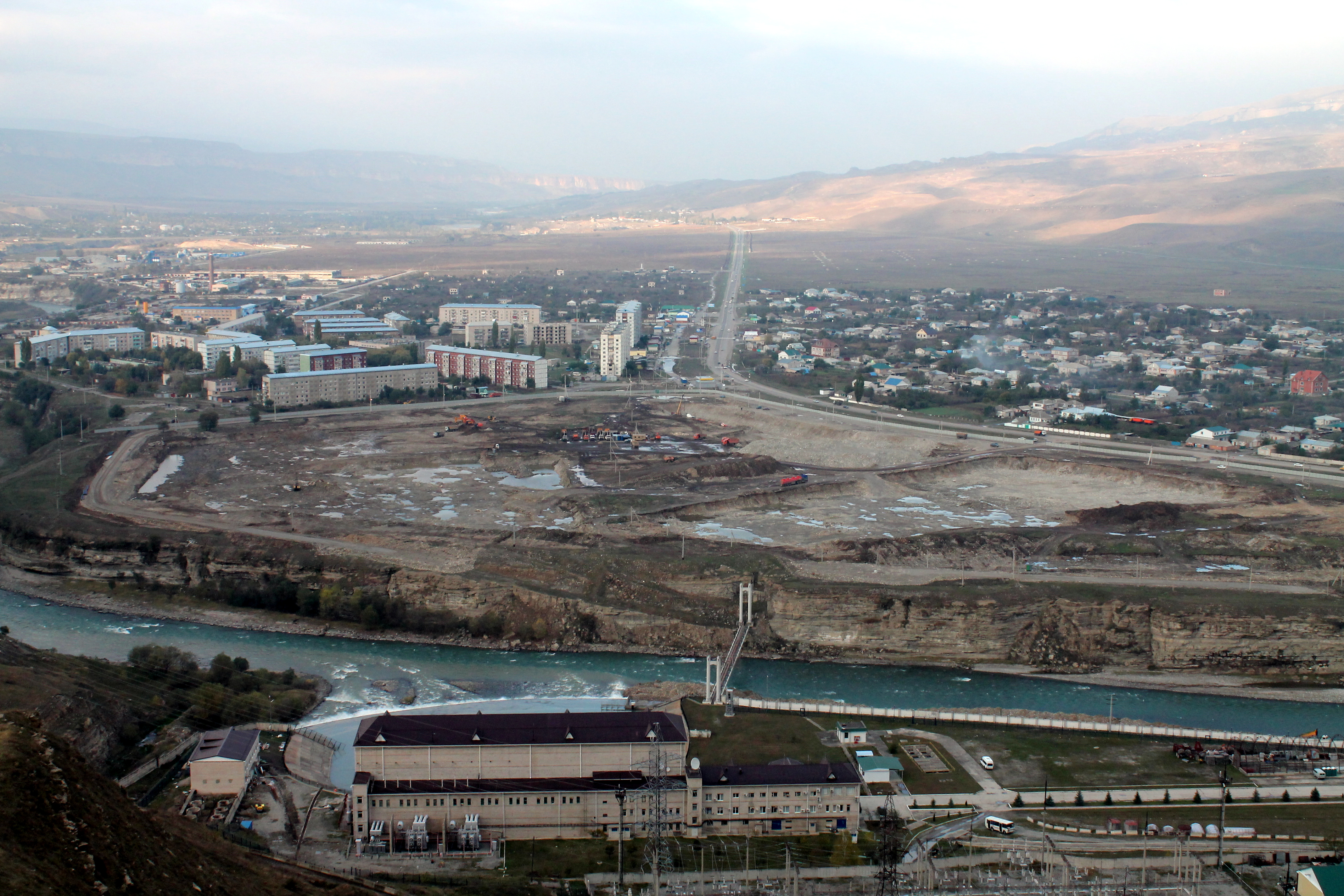
Земляные работы на нижнем бассейне, октябрь 2011 года
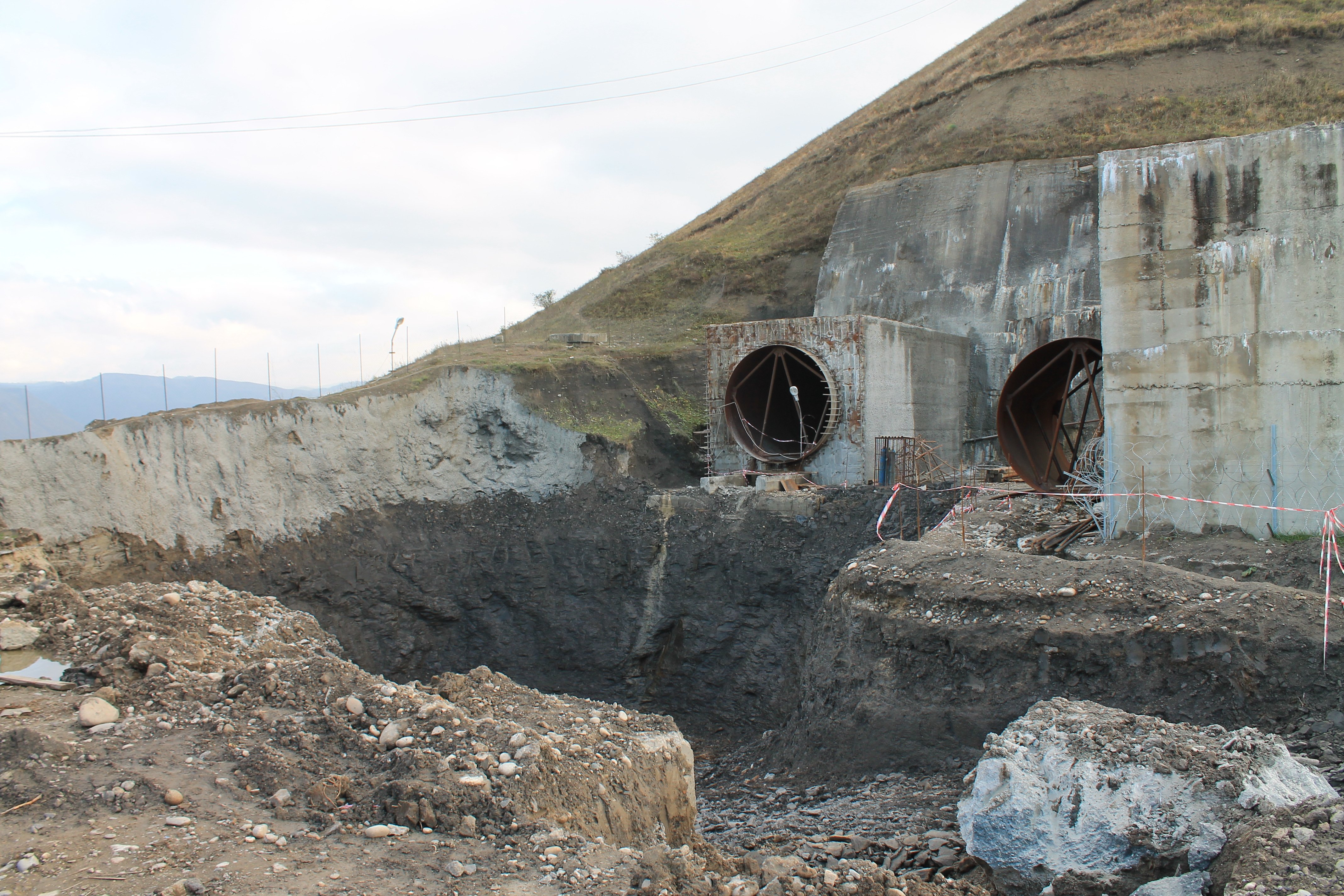
Земляные работы на верхнем колене напорной шахты, октябрь 2011 года
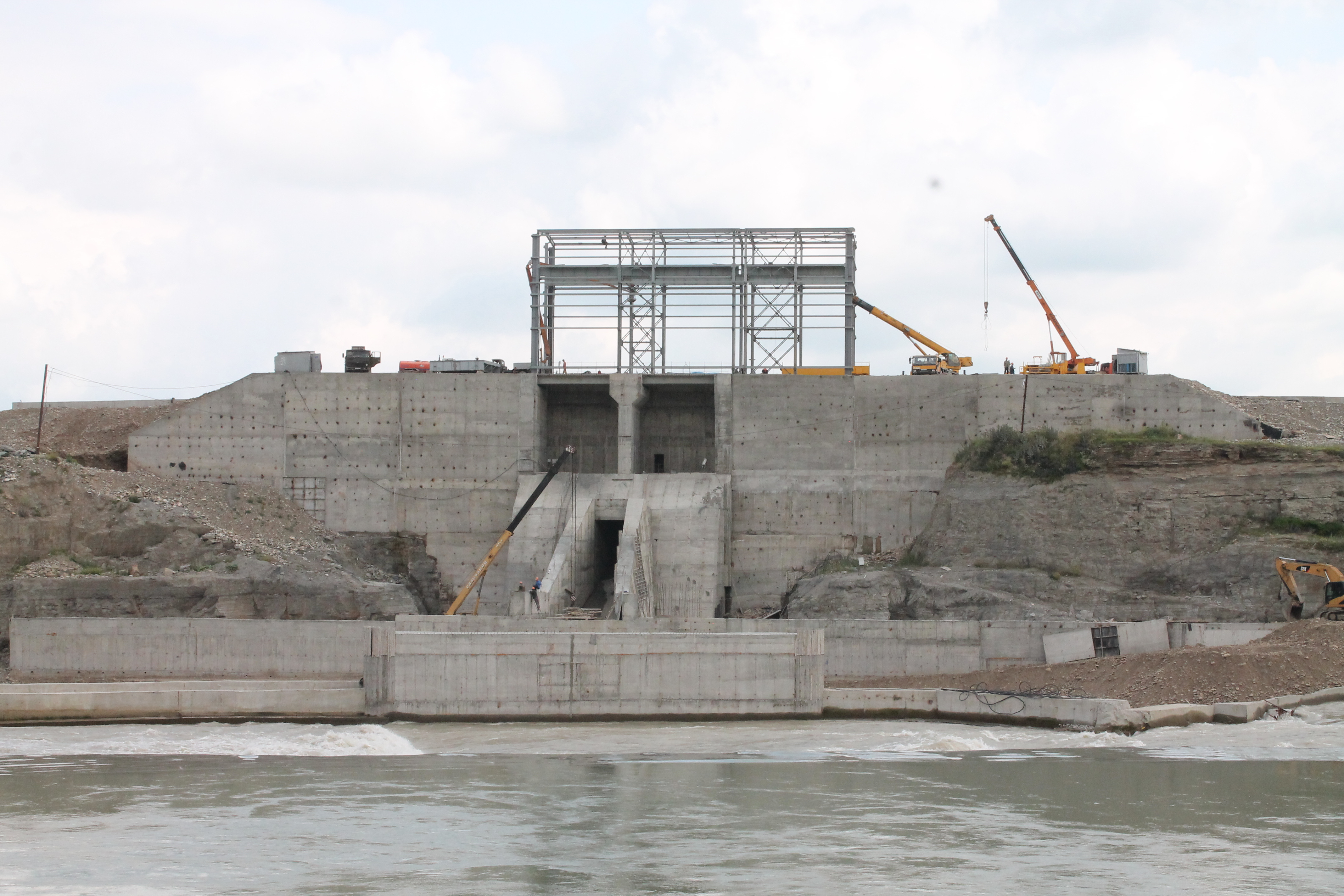
Водоприёмник нижнего бассейна на этапе завершения строительства, июль 2015 года
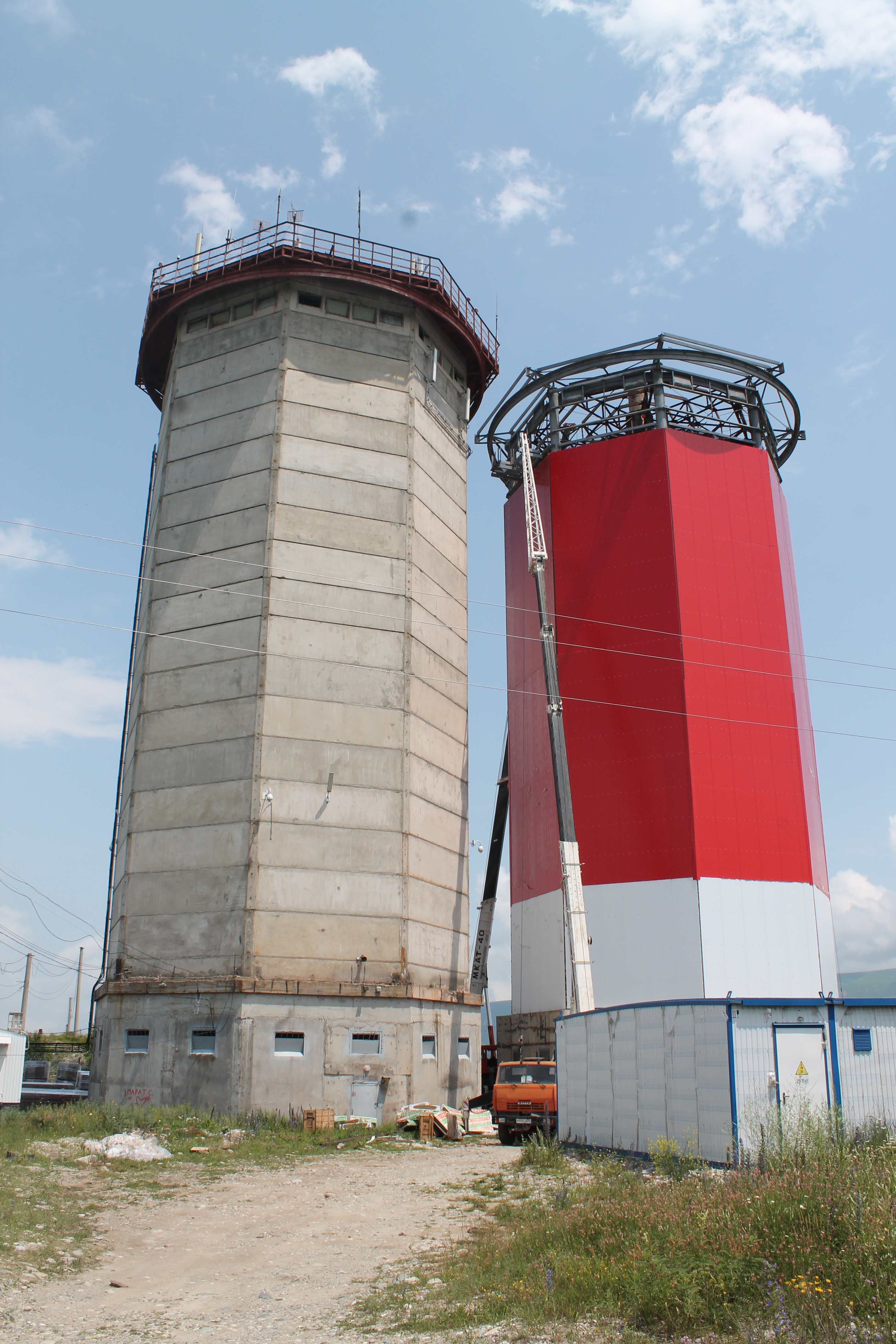
Завершение монтажа уравнительного резервуара, июль 2015 года
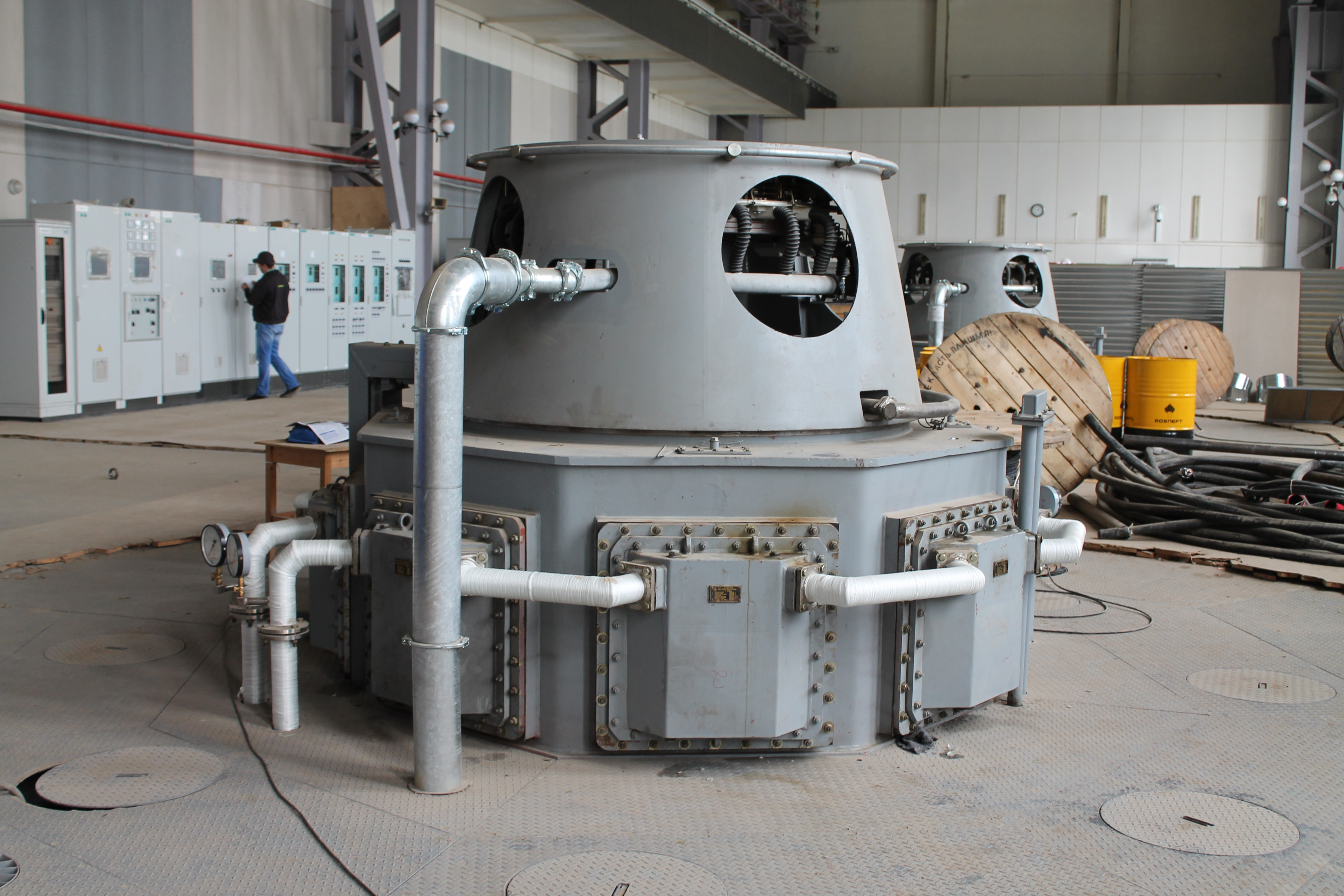
Завершение монтажа гидроагрегатов, июль 2015 года

## Эксплуатация
С момента пуска станции её эксплуатировало ОАО «Зеленчукские ГЭС», которое 9 января 2008 года было ликвидировано в связи с созданием на его базе Карачаево-Черкесского филиала ПАО «РуcГидро». В части ГЭС основной объём выработки электроэнергии приходится на половодно-паводковый период (с апреля по октябрь). В зимнюю межень (с ноября по март) забор воды из Марухи и Аксаута не производится, а из Большого Зеленчука — производится только сверх санитарного попуска 2,5 м³/с; в результате в зимний период выработка станции незначительна или вовсе отсутствует. В части ГАЭС выработка электроэнергии может производиться круглогодично. Ведётся поэтапная модернизация станции, в рамках которой в 2014 году произведена замена систем возбуждения генераторов, в 2015 году вместо устаревшего оборудования открытого распределительного устройства введено в эксплуатацию современное КРУЭ-110 кВ. В 2007 году был построен рыбоход на гидроузле Большой Зеленчук, в 2011 году — рыбоход на Аксаутском гидроузле, в 2017 году — пущена малая ГЭС «Большой Зеленчук». В 2019—2023 годах на Кубани ниже станции были построены Красногорские МГЭС, водохранилище которых выполняет функции контррегулятора Зеленчукской ГЭС-ГАЭС, сглаживая колебания уровня воды в реке, возникающие при изменении режимов работы гидроэлектростанции.